# August Stradal
August Stradal (* 17. Mai 1860 in Teplitz (Böhmen); † 13. März 1930 in Schönlinde) war ein deutsch-böhmischer Klaviervirtuose, Arrangeur und Musiklehrer.

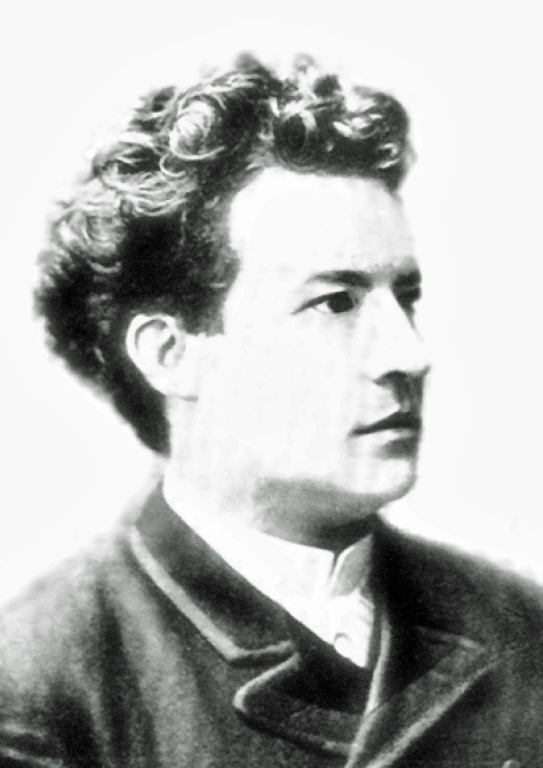
August Stradal (1860–1930)

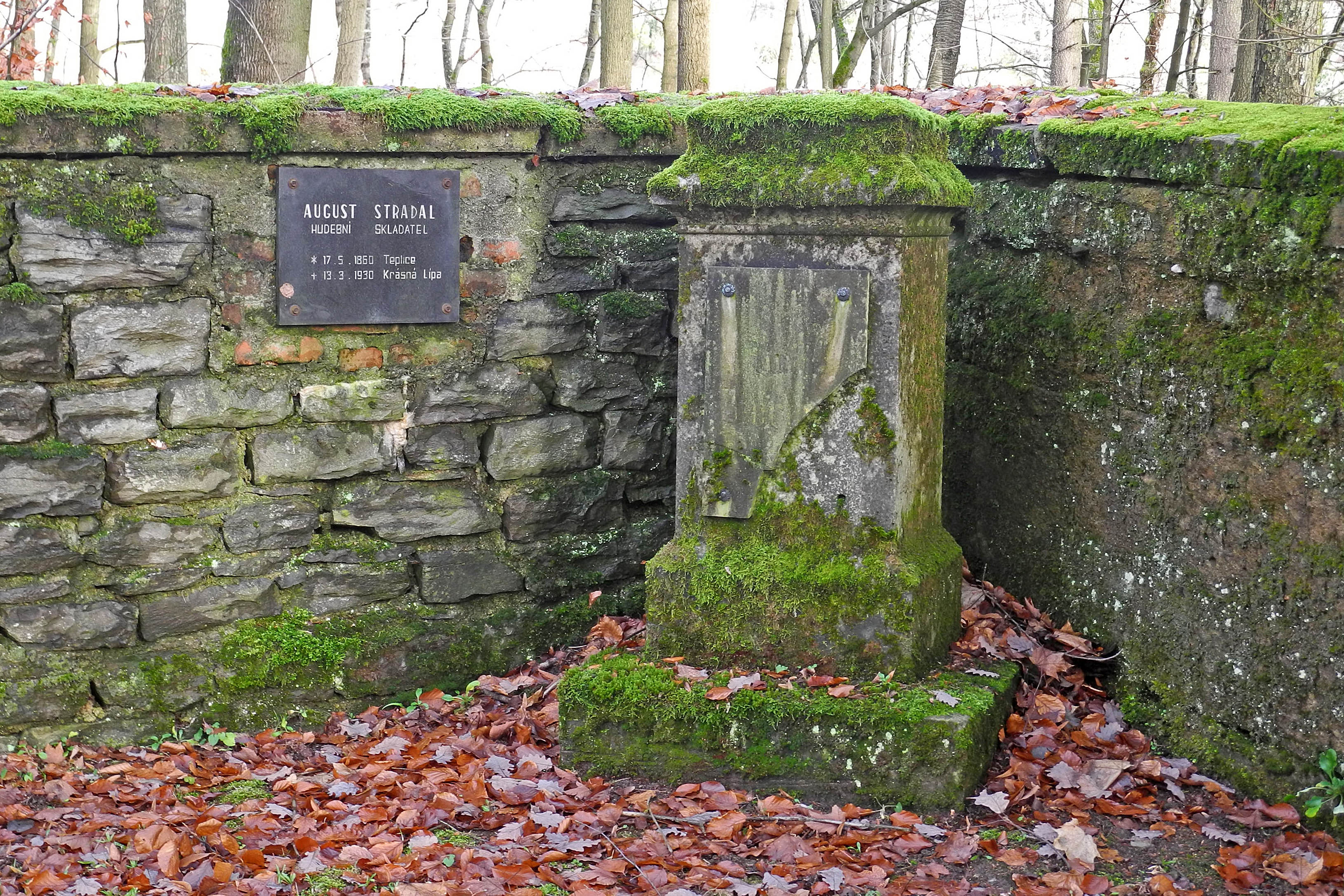
Grabstätte von August Stradal auf dem Friedhof Schönbüchel (Krásný Buk) im Familiengrab Zweigelt

## Leben und Wirken

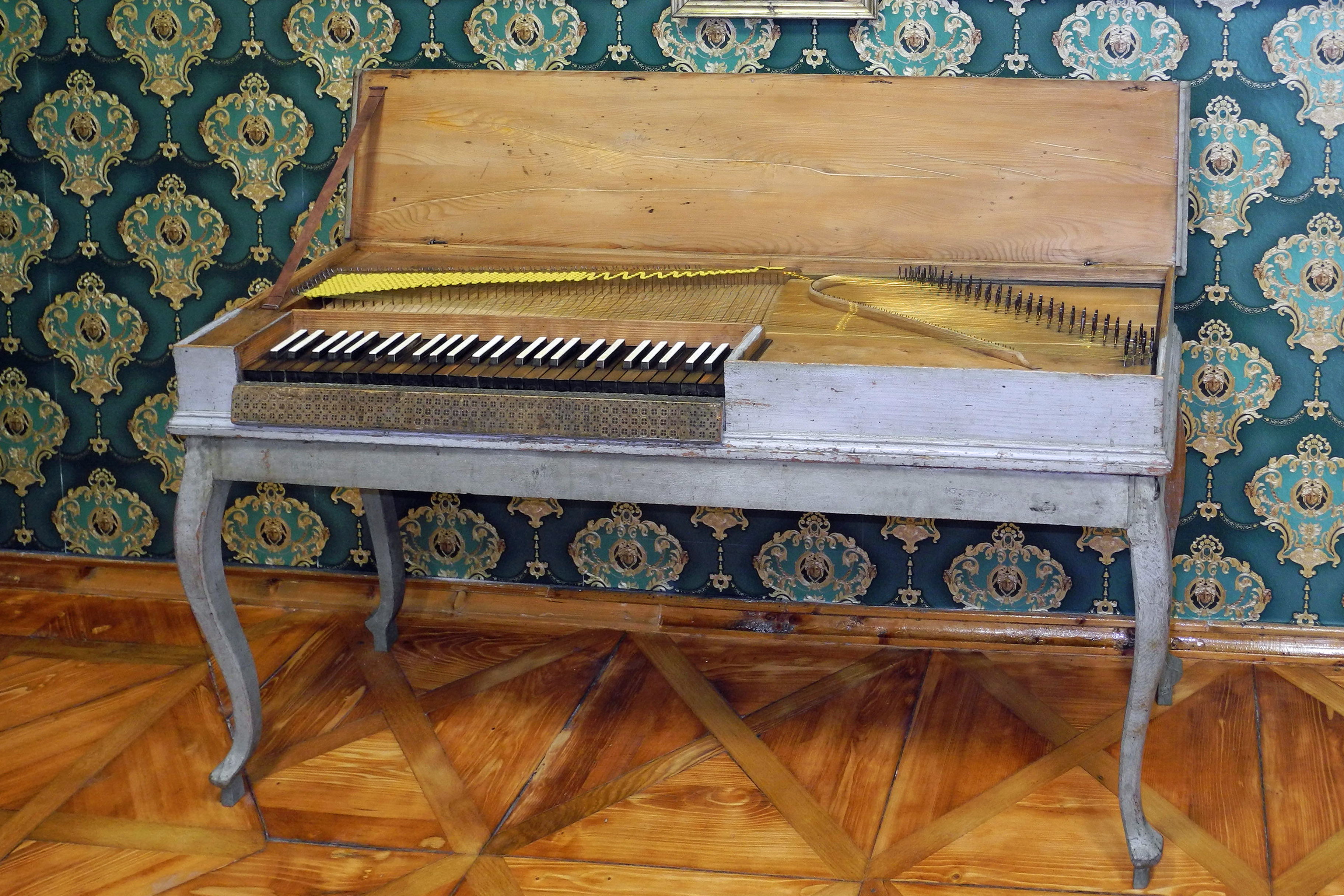
Clavichord aus dem Nachlass von Stradal im Stadtmuseum Rumburk

August Stradal wurde als Sohn des Anwalts Franz Joseph Stradal (1812–1879) und dessen Ehefrau Marie, geb. Daublebsky von Sterneck in Teplitz geboren. Sein Bruder Franz Carl Stradal (1847–1901) war ein böhmischer Rechtsanwalt und Präsident der Aussig-Teplitzer Eisenbahn.
Er absolvierte zunächst das Gymnasium in Leitmeritz und lebte seit 1876 in Wien, wo er am Theresianum die Matura ablegte.
Dann absolvierte er das Wiener Konservatorium und war ein Schüler von Theodor Leschetizky, Anton Door und Anton Bruckner. Als Schüler von Anton Bruckner schuf er Klaviertranskriptionen von den Symphonien Nr. 0, 1, 2, 5, 6 und 8 des Komponisten.
In den Jahren 1884–1886 arbeitete er mit Franz Liszt in Weimar zusammen, war dessen letzter Schüler und begleitete diesen auf seinen Reisen nach Budapest, Bayreuth und Rom.
Franz Liszt hat seine 19. Rhapsodie  „Dem lieben Freunde August Stradal dankend für seine vorzügliche Interpretation. F. Liszt, Weimar 1885“ gewidmet.
Im Jahr 1888 heiratete er die Sängerin Hildegard Stradal, geb. Zweigelt (1864–1948) in Wien. Die Ehe blieb kinderlos. Bis zum Jahr 1915 verbrachten die Stradals den Sommer in der „Stradal-Villa“ Frauenchiemsee Nr. 21 (Künstlerhaus) auf der Fraueninsel, die sein Vater 1875 erworben hatte. Gemeinsam unternahmen sie ausgedehnte Konzertreisen durch ganz Europa.
Danach lehrte er in Wien und später in der Tschechoslowakei.
Die Stradals zogen 1919 aus finanziellen Gründen von Wien nach Schönlinde, wo sie das Haus einer verstorbenen Tante von Hildegard Stradal geerbt hatten.
Sie wohnten dann zusammen mit dem Maler August Frind in der Daubitzer Str. 2 (jetzt Smetanova).
Im Jahr 1928 erhielt er den Tschechoslowakischen Staatspreis. Der Komponist Camillo Horn (1860–1941) hat dem „Claviervirtuosen Herrn August Stradal“ eine Sonate für Klavier in f-Moll freundschaftlich gewidmet.
Als Arrangeur von Orchester- und Orgelmusik schuf Stradal Klaviertranskriptionen für Kompositionen von Johann Sebastian Bach, Ludwig van Beethoven, Dietrich Buxtehude, Franz Liszt, Wolfgang Amadeus Mozart, Niccolò Paganini, Richard Wagner und Antonio Vivaldi. Dabei versuchte er, die ursprüngliche Orchestrierung auf das Klavier zu übertragen.
Seine beiden großen Lehrer Bruckner und Liszt hat er am Ende des Lebens in seinen Memoiren und in einem Essay gewürdigt. Er starb 1930 im Krankenhaus von Schönlinde und wurde im Familiengrab der Familie Zweigelt in Schönbüchel (Krásný Buk), OT von Schönlinde beigesetzt. Sein Nachlass befindet sich im Stadtmuseum Rumburk, wo in einer Ausstellung auch sein Clavichord aus der ersten Hälfte des 18. Jahrhunderts gezeigt wird, das jetzt auch wieder für Konzerte genutzt wird.
Am 9. Februar 2020 fand im Jagdschloss Graupa im Rahmen eines Konzerts die Uraufführung einer Komposition für eine Singstimme und Pianoforte von August Stradal statt. Es handelte sich dabei um die Vertonung des Goethe-Gedichts „Der Harfenspieler – Wer nie sein Brot mit Tränen aß“ aus Wilhelm Meister, die vor kurzem im Archiv der Richard-Wagner-Stätten Graupa entdeckt worden war. Das Lied könnte in Anspielung auf die prekäre Lage der Stradals um 1919 entstanden sein.

## Werke (Auswahl)

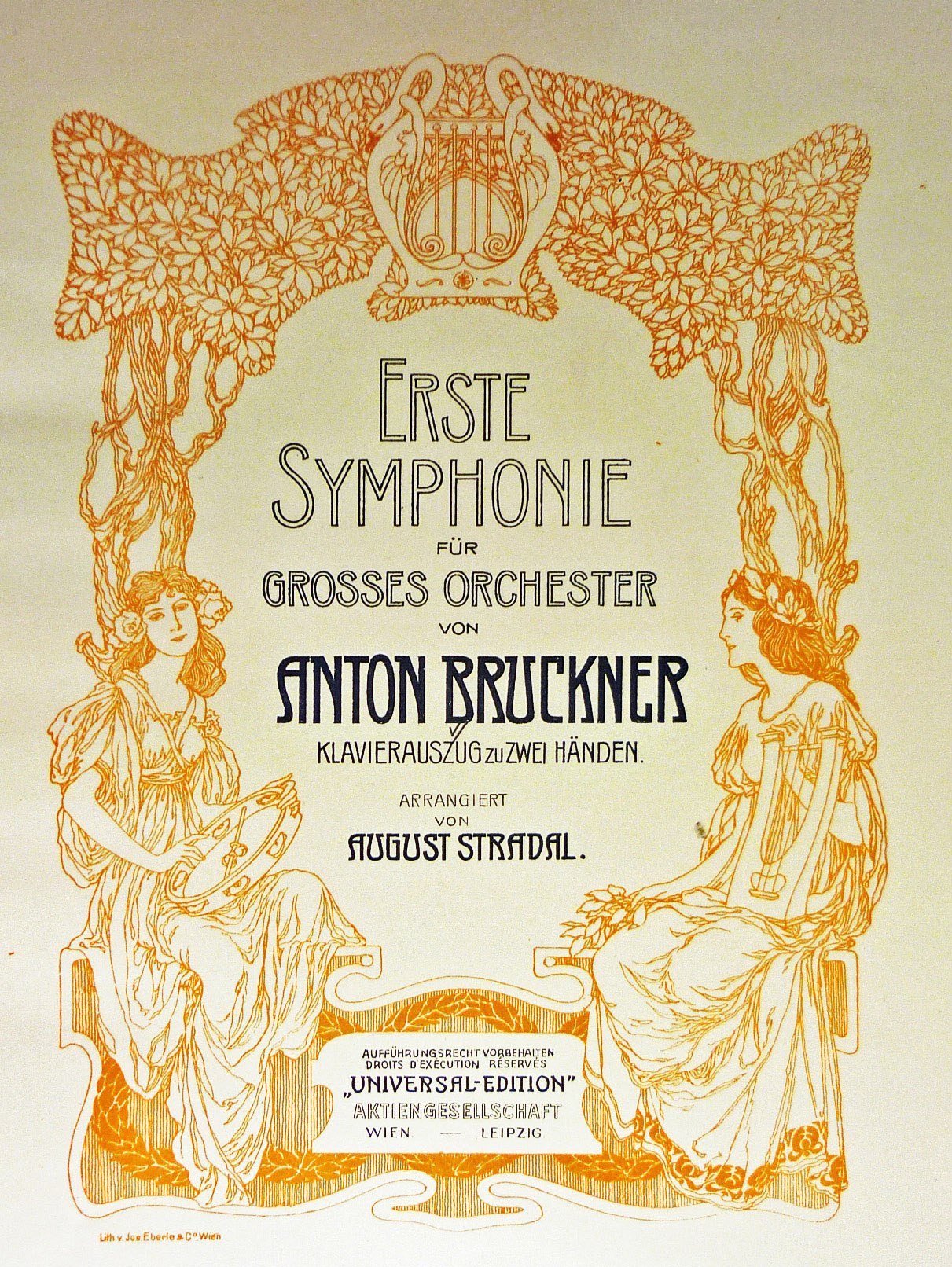
Deckblatt der Klaviertranskription von August Stradal von der Ersten Symphony von Anton Bruckner

- Liste von Transkriptionen für Klavier von Werken anderer Komponisten:[6][7][8]
  - Bach: Sämtliche Orgelkonzerte
  - Bach: Brandenburgische Konzerte Nr. 1 bis 6
  - Bach: Präludium und Fuge c-Moll für Orgel (BWV 549)
  - Bach, Wilhelm Friedemann: Fantasie und Fuge in a-Moll
  - Bach, Wilhelm Friedemann: Orgelkonzert d-Moll
  - Beethoven: Streichquartette op. 131 und op. 135
  - Bruckner: Sinfonie Nr. 0 bis 8
  - Buxtehude: Passacaglia in d-Moll
  - Buxtehude: mehrere Präludien und Fugen
  - Liszt: Transkriptionen aller 13 Sinfonischen Dichtungen
  - Mozart: Sinfonie Nr. 40 g-Moll (KV 550)
  - Paganini: Bravourstudien nach Themen von N. Paganini
  - Reger: Phantasie und Fuge für Orgel über B-A-C-H op. 46
  - Reubke: Orgel-Sonate auf den 94. Psalm
  - Vivaldi/Bach: Orgelkonzert in d-Moll
  - Wagner: Winterstürme wichen dem Wonnemond, Walkürenritt und Schluss des letzten Aufzuges aus Die Walküre
  - Wagner: Waldweben aus Siegfried
  - Wagner: Siegfrieds Rheinfahrt aus dem Vorspiel und Trauermusik aus dem letzten Aufzug aus Götterdämmerung
  - Wagner: Verwandlungsmusik und Charfreitagszauber aus Parsifal
  - Wagner: Wesendonck-Lieder

- Eigene Werke
  - Im Sturm: Etüde für Pianoforte (nach dem gleichnamigen Gedicht von Carl Stieler), 1899
  - Vier Gedichte von Richard Dehmel: für eine Singstimme mit Begleitung des Pianoforte, 1900
  - 6 Gedichte von Carl Stieler: für 1 Singstimme mit Begleitung des Pianoforte, 1901
  - Künstler-Konzerte und Philharmonische Konzerte, Teplitz, 1898–1908
  - Bravourstudie (No. 2), Welte-Mignon, zwischen 1920 und 1928
  - Klavierwerke der Neudeutschen Schule, 1925
  - Erinnerungen an Franz Liszt, 1929

- Literarische Werke
  - Franz Liszts Werke – besprochen von August Stradal. Verlag Kahnt, Leipzig, 1904, 41 S.
  - Erinnerungen an Franz Liszt. Verlag Paul Haupt, Bern/Leipzig, 1929, 175 S. (Memoiren)
  - Erinnerungen aus Bruckners letzter Zeit. In: Zeitschrift für Musik. Band 99, H. 10, 1932, S. 853–860.

Weitere Werke, siehe unter Diskussion.